# Pastis Henri Bardouin

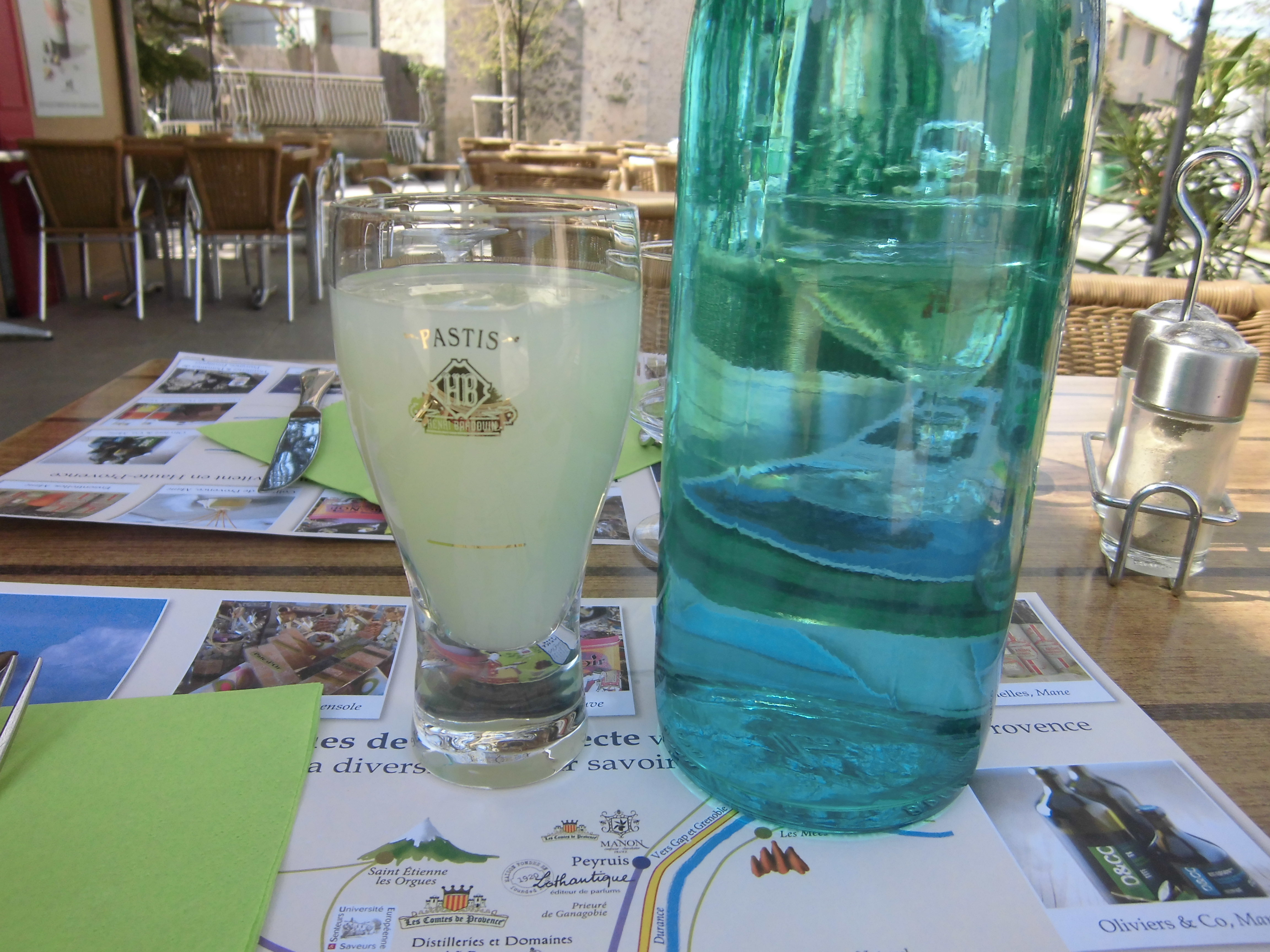
Un verre de Pastis Henri Bardouin.

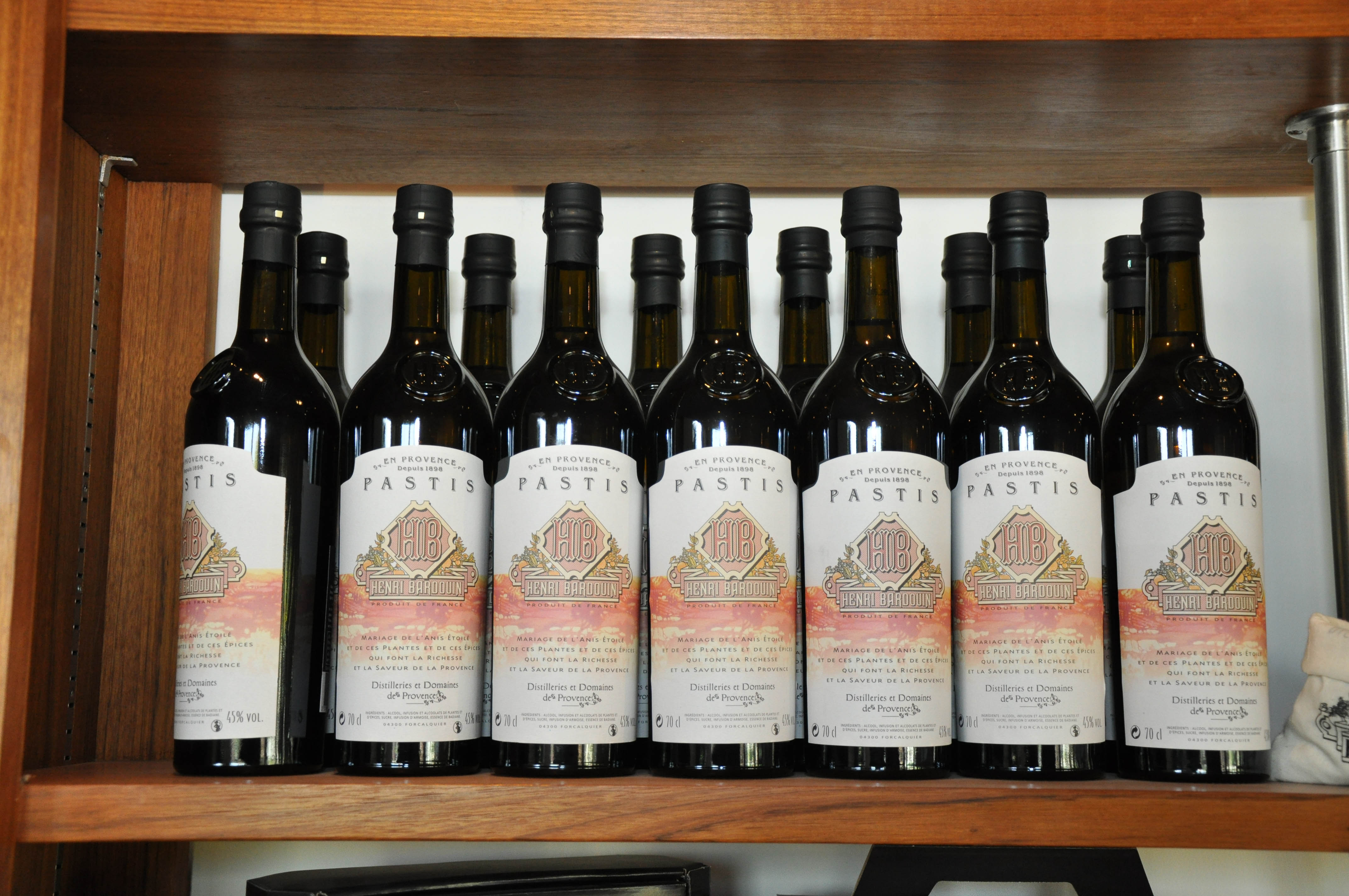
Dans la boutique à Forcalquier.

Le Pastis Henri Bardouin est une marque de boisson anisée « haut de gamme » issu d'un assemblage de plus de 65 plantes et épices.
La boisson se boit habituellement dans la proportion d'un volume de pastis pour six volumes d'eau.

## Origine
La marque est lancée en 1990 dans l'arrière-pays provençal, et fabriquée par les Distilleries et Domaines de Provence à Forcalquier.
Les premières trace de pastis dans la distillerie sont retrouvées sur une publicité datant de 1935 avec le Paulanis.
Henri Bardouin entre à la distillerie en 1946 et change le nom du Paulanis en Diamant.
En 1986, la distillerie développe une toute nouvelle recette de pastis aux plantes appelé l’Occitanis.
Le Pastis Henri Bardouin est créé en 1990 lorsque la société devient les Distilleries et Domaines de Provence, c'est alors une évolution de l'Occitanis auquel sont ajoutées des épices.

## Composition
Il est élaboré à base d'un assemblage de distillats et d'infusions provenant de plus de 65 herbes et épices différentes, dont l'armoise, l'anis étoilé, la centaurée, la graine de paradis, la cardamome, le poivre noir et blanc, la noix de muscade, le clou de girofle, l'angélique, la cannelle, la mélisse, la sauge, le romarin, la racine de réglisse, le thym, la verveine, la coriandre, la bourrache, la germandrée, le millepertuis, la vulnéraire, le serpolet, la camomille, le mélilot, l'origan, le tilleul et le fenouil. Les autres ingrédients sont gardés secrets.